# Кубанський козачий хор
Державний академічний ордена Дружби народів Кубанський козачий хор (рос. Государственный академический ордена Дружбы народов Кубанский казачий хор, 1811 — до нашого часу) — національний козачий колектив Кубані, який є найстаршим і найбільшим колективом країни. У його репертуарі — українські та російські народні пісні

## Історія
Хоровий колектив був заснований 14 жовтня 1811 року як «Чорноморський Військовий співочий хор». Біля його витоків стояли духовний просвітитель Кубані протоієрей Чорноморського козацького війська Кирило Росинський і регент Григорій Гречинський.
У 1861 році хор було перейменовано на Кубанський Військовий співочий хор, який, з того часу, починає давати світські концерти по області, виконуючи разом з духовними, класичні твори та народні пісні.
Кубанський військовий співочий хор, будучи загальновизнаним професійним носієм чоловічого церковного співу, довгий час лишався єдиним творчим колективом, який виконував поза відправами зразки козачого пісенного фольклору, передусім українського. Через події громадянської війни і встановлення радянської влади хор у 1920 р. перестав існувати. У 1936 р., коли влада була змушена частково відродити козацтво, діяльність хору, що отримав назву Кубанського козачого, була ненадовго (до початку війни) відновлена, а 1937 р. його перейменували на ансамбль пісні й танцю кубанських козаків. Йому дозволялося співати тільки схвалені ідеологічною цензурою твори радянських композиторів. Пізніше він на сім років знову перервав свою діяльність. Наприкінці 1960-х рр. під художнім керівництвом Сергія Чорнобая, який намагався повернути хору минуле «козаче обличчя», влада дала зрозуміти, наскільки неактуальним є відродження козацтва засобами пісенної практики. 14 жовтня 1974 р. керівником хору став Віктор Гаврилович Захарченко (1938 р. н.), уродженець ст. Дядьковська. Знаменним для колективу став 1990 рік, коли на його базі був створений Центр народної культури Кубані, діяльність якого пов'язалась не лише з хором, а й з дитячою школою народного мистецтва, факультетом традиційної культури Краснодарського державного університету культури і мистецтв, фольклорним ансамблем «Криниця», благодійним фондом «Истоки», а також з відділами: науково-дослідним, редакційно-видавничим, концертно-гастрольним, іконописним та ін. 2000 р. Центр отримав нову назву: Крайова державна науково-творча установа «Кубанський козачий хор».
З нагоди 200-ліття хору було названо астероїд 243204 Кубаньхорія.